# Viện Hàn lâm Kỹ thuật và Nghệ thuật Điện ảnh
Viện Hàn lâm Kỹ thuật và Nghệ thuật Điện ảnh (tiếng Pháp: Académie des Arts et Techniques du Cinéma; tiếng Anh: Academy of Cinema Arts and Techniques) là một tổ chức điện ảnh và là đơn vị tổ chức giải César. Tổ chức ra đời vào năm 1975 với người sáng lập là Georges Cravenne.